# Joséphisme
 (mars 2023).
Si vous disposez d'ouvrages ou d'articles de référence ou si vous connaissez des sites web de qualité traitant du thème abordé ici, merci de compléter l'article en donnant les références utiles à sa vérifiabilité et en les liant à la section « Notes et références ».
Le joséphisme (mot qui vient de l'empereur Joseph II) désigne, dans le Saint-Empire romain, la subordination systématique des affaires sociales à l'administration de l'État d'après les principes de la raison, tels qu'on les comprenait à l'époque des Lumières.
On distingue le joséphisme au sens large, qui concerne toute la vie sociale, et le joséphisme au sens plus étroit qui est une façon pour l'État de placer la religion et les Églises sous son contrôle.

## Le joséphisme administratif

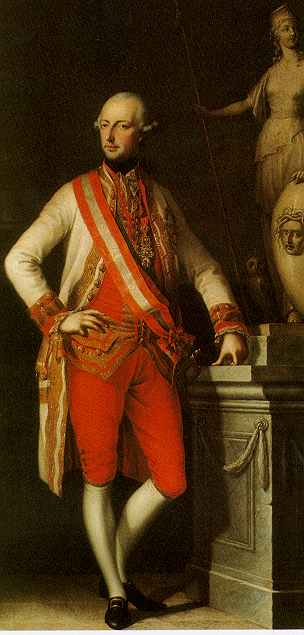
Joseph II (1776).

Le mot d'ordre de Joseph II était : « Tout pour le peuple ; rien par le peuple ». C'est pourquoi les réformes qu'il a mises en œuvre sont à comprendre comme une « révolution par le haut », où se mêlent une volonté de progrès et une tentative de consolider la monarchie, grâce à des mesures que le souverain prenait sous l'inspiration des philosophes rationalistes : Grotius, Pufendorf ou Thomasius. Joseph II peut être considéré comme l'archétype du despote éclairé. D'ailleurs, il était admiré par les physiocrates, partisans du despotisme légal.
Pour rendre plus efficaces ses mesures, il renforça les contrôles et la bureaucratie. 
C'est ainsi qu'il introduisit la déclaration de domicile ou la numérotation des maisons. C'est lui qui en 1781 supprima le servage, ce qui lui valut par la suite le surnom de « Libérateur des paysans », qui mit en place le premier système de surveillance policière avec indicateurs de police, qui interdit les corsets à baleines pour les jeunes filles, qui imposa la laisse pour les chiens et abolit la peine de mort (pour des considérations utilitaires, puisqu'il voyait dans les délinquants de la main-d'œuvre, par exemple pour le halage des bateaux sur le Danube). 
En matière fiscale, il essaye d'instituer un impôt de quotité (par tête) payable par tous les propriétaires, sans exception, et basé sur un cadastre général. Joseph II entreprend par là de supprimer les privilèges de la noblesse et du clergé. Cette réforme passe généralement comme inspirée par les idées fiscales de la physiocratie et Joseph est parfois même qualifié par les historiens d'empereur « physiocrate ». En réalité, il mène des réformes principalement mercantilistes et connaît assez mal les théories des  physiocrates.   
Son utilitarisme le détermina à construire à Vienne non des châteaux luxueux mais des hôpitaux, comme l'Hôpital général avec sa « Tour des fous ».

## Le joséphisme religieux
Le joséphisme religieux se veut mouvement de réforme de l'Église, né avec la Réforme et cherchant à placer sous la tutelle de l’État toute l'administration religieuse de l'Église catholique romaine. Ce courant, très répandu dans l'Europe moderne, se manifeste dans le Saint-Empire par la volonté forte de contrer l'influence qu'exerce le clergé catholique auprès des catholiques de l'Empire, et de s'opposer au pouvoir temporel des États pontificaux.
Le joséphisme cherche à rationaliser le culte et à « libérer » le clergé (et donc le peuple) de l'influence de la papauté et des Jésuites. L'idéologie qui inspire le joséphisme remonte dans l'Empire au XIIIe siècle mais surtout au XVIe en ce qui concerne l'administration des biens de l'Église. Elle a connu son apogée dans la deuxième moitié du XVIIIe siècle, où les idées fébroniennes et jansénistes se sont alliées aux principes gallicans. 
Le chancelier Kaunitz, qui conduisit la politique de l'Empire à partir de 1753, était un ami personnel de Voltaire et un défenseur du gallicanisme. Le janséniste van Swieten (médecin de cour de l'impératrice-reine Marie-Thérèse) présidait la commission impériale pour l'éducation. À l'Université, les Lumières avaient en Martini, Sonnenfels et Riegger des défenseurs influents ; c'est tout ce milieu dans lequel il a été élevé, qui a donné à l'esprit de Joseph II la base juridique pour créer une Église d'État nationale.
Le joséphisme allie donc un anti-curialisme, c’est-à-dire une opposition à la toute-puissance de la Curie romaine (le pape et son entourage) à un système synodal radical, qui prône la supériorité du collège des évêques sur le pape. Il partage aussi avec le jansénisme une forte hostilité aux Jésuites, ordre perçu à l'époque comme très influent, sans appartenance nationale, et directement soumis au pape.
Joseph II a une volonté de séculariser le rôle de l'Église. Pour lui et ses conseillers, selon le « droit naturel » le premier but d'un État est d'apporter à ses ressortissants tout le bonheur possible. Seule la religion qui lie les consciences peut empêcher les individus de négliger leurs devoirs et de manquer de bienveillance les uns envers les autres, et c'est pourquoi l'État voit en elle le facteur principal de l'éducation : « L'Église est une section de la police, elle doit servir aux desseins de l'État jusqu'à ce que le peuple soit suffisamment éclairé pour qu'une police universelle la remplace » (Sonnefels). Riegger, un érudit, tirait de la théorie du contrat primitif la prédominance de l'État sur l'Église (« pactum unionis »), en ce sens que le gouvernement, au nom de tous les individus, exerce une certaine juridiction religieuse, les « jura circa sacra ». Un autre érudit (Gmeiner) formulait la théorie que toute législation qui contredit les intérêts de l'État contredit le droit naturel et par conséquent la volonté du Christ ; il en résulte que l'Église n'a pas le droit de prescrire de telles lois et que l'État ne saurait les accepter.
Kaunitz réduisait ces principes à la déclaration suivante : « La suprématie de l'État sur l'Église s'étend à l'ensemble de la législation et de la pratique religieuse. [...] Par conséquent l'État doit toujours avoir le droit de limiter, de changer ou d'annuler les concessions faites auparavant chaque fois que le réclament la raison d'État, la correction d'abus ou des circonstances nouvelles ». Joseph II fit de ces intentions des principes de gouvernement et considéra les institutions religieuses comme des affaires publiques de l'État. C'est ainsi qu'il a soumis les décisions du pape à son approbation pour leur application dans son Empire, qu'il a de sa propre autorité réduit le nombre de jours fériés, limité les droits des congrégations étrangères, etc.
L'impératrice-reine Marie Thérèse, sa mère, auprès de laquelle Joseph II avait été co-empereur, était extrêmement réservée à l'égard du joséphisme. Dans la perspective juridique d'une Église d'État, le joséphisme représentait une tentative de mettre l'autorité spirituelle de la papauté, incarnation du catholicisme, au service de la monarchie. Cependant une Église d'État d'inspiration catholique ne pouvait qu'échouer du fait de l'exigence de compétence universelle des papes (dans les questions de foi et de morale), même si elle pouvait temporairement faire l'objet de compromis (avec un concordat par exemple) : cette exigence était inséparable de l'idée que l'Église se faisait d'elle-même.

### Les réformes
Les réformes s'étendirent à l'Église catholique à l'intérieur du territoire du Saint-Empire dans l'idée de créer une Église nationale. Évêchés, ordres religieux et fondations dépendaient jusqu'alors d'une multitude de juridictions différentes, étrangères les unes aux autres et qui se chevauchaient. L'action de Joseph II visa à supprimer ces différentes juridictions pour tout regrouper sous la juridiction de l'État.
Toutes les ordonnances religieuses, aussi bien celles du pape que les autres furent subordonnées au consentement impérial, au « placet » ; les dispenses pour le mariage relevèrent des évêques ; il fut interdit à ceux-ci de communiquer avec Rome et aux ordres religieux avec leurs généraux s'ils résidaient à l'étranger, partiellement pour des raisons d'économie politique. Cette dernière mesure était également une manière déguisée de contrer l'influence des Jésuites. Ceux-ci, déjà expulsés de la plupart des pays catholiques, furent interdits dans l'Empire en 1768. 
Le pape Pie VI fit en vain le déplacement jusqu'à Vienne en 1782.
En 1783 pendant un séjour à Rome, Joseph menaça de créer une Église d'État indépendante. Il instaura cette année-là des séminaires généraux qui instruisaient les futurs prêtres sous le contrôle de l'État. Cette mesure, adoptée dans tout le Saint-Empire, fut cependant abolie dès la mort de Joseph II en 1790.
Il abolit la dépendance de l'autorité épiscopale et fit prêter aux évêques un serment par lequel ils se soumettaient à l'État. La réception de titres pontificaux et les études à l'université allemande de Rome furent interdites ; à Pavie fut ouverte une université allemande pour lui faire concurrence. 
La Lombardie, faisant partie de l'Empire au XVIIIe siècle, fut un champ d'expérimentation du joséphisme. Dès le règne de Marie-Thérèse (1740-1780), on retira le droit de censure à l'Inquisition et on l'empêcha de renouveler ses membres, ce qui amena sa fin progressive. 
Les ordres monastiques en Lombardie ont également été visés. Selon une vision courante au siècle des Lumières, les moines et moniales cloîtrés sont considérés comme « inutiles » à la société et donc nuisibles. Les actions de Marie Thérèse à partir des années 1770, puis de Joseph II, sont allées vers une fermeture des monastères contemplatifs, dont les biens devaient être transférés aux paroisses. 
Mais la population locale rejeta le joséphisme et resta attachée aux anciennes pratiques et dévotions. Événement exceptionnel, en 1782, le pape Pie VI quitta les États pontificaux pour se rendre à Vienne. Le souverain pontife espérait amener l'empereur à plus de modération dans sa politique religieuse. Accueilli avec chaleur par la population viennoise, le voyage papal fut un fiasco politique.

### Le principe du centralisme
Ces mesures s'accompagnaient d'un nombre invraisemblable de prescriptions minutieuses dans le domaine religieux. C'est ainsi que, le 23 août 1784, Joseph II ordonna la fermeture de tous les cimetières intra muros par mesure d'hygiène. Lors des enterrements il fallait désormais remplacer l'ancien cercueil massif par un cercueil léger, économique et réutilisable ; la mesure fut rapportée tout de suite devant l'hostilité de la population. Comme la Contre-Réforme avait multiplié les rites ostentatoires, Joseph II publia des décrets qui allaient jusqu'à préciser le nombre des cierges et leur longueur, ainsi que la façon dont il fallait prêcher, prier et chanter. Tous les autels inutiles ainsi que tous les ornements liturgiques et tous les tableaux trop luxueux devaient être écartés ; on alla jusqu'à coller des pages dans les bréviaires. Aucune question de dogme ne devait être discutée en chaire ; il fallait plutôt faire des annonces officielles, donner des instructions pratiques, pour le labourage par exemple. « Notre frère, le sacristain » était le surnom donné à Joseph par Frédéric II, qui voyait en lui le créateur d'un service religieux simplifié.

### Le Fonds pour la Religion
L'idée fondamentale d'une Église nationale est que l'État est l'administrateur des biens temporels de l'Église. Joseph concrétisa cette conception dans une loi qui mettait toutes les possessions de l'Église dans une grande caisse commune destinée à couvrir toutes les dépenses pour l'exercice du culte : ce qu'on appelait le "Fonds pour la Religion". 
C'est que les biens de l'Église s'étaient considérablement accrus à l'occasion de la Contre-Réforme. À Vienne, le nombre des couvents avait enflé de 25 en 1660 à 125 en 1700. En 1770, le nombre des couvents se montait dans le Saint-Empire et en Hongrie à 2 163 avec 45 000 religieux. 
L'ensemble des propriétés ecclésiastiques, mobilières et immobilières, fut transféré à ce fonds. En 1782, c'est aux ordres contemplatifs qu'on s'en prit. Le Fonds pour la Religion formé à partir des biens des couvents prit dans la politique de Joseph une nouvelle direction. Au premier plan se trouvaient les prélats trop riches qui furent la cible principale de ses mesures de confiscation à partir de 1783. Pie VI se rendit à Vienne mais n'obtint rien. L'archiduché d'Autriche, la Bohême, la Moravie et la Galicie comptaient en 1780 915 couvents (762 couvents d'hommes et 153 couvents de femmes) ; il n'en subsista bientôt que 388. Toutes ces mesures accrurent considérablement le Fonds pour la Religion, qui atteignit 35 millions de gulden.
C'est que Joseph II considérait que les ordres religieux étaient à l'origine de la superstition et du fanatisme ; il consacra la moitié de leurs biens à des buts pédagogiques ; quant à l'autre moitié, « avec tous ses privilèges religieux, revenus et propriétés », il en transféra la propriété à une institution de bienfaisance, qui avait le caractère d'un ordre religieux et dont la destination était de venir en aide à tous ceux qui en avaient besoin.

## Pour les non-catholiques: l'Acte de tolérance
L'Acte de tolérance accorda enfin (le 13 octobre 1781) aux Grecs orthodoxes et aux protestants la liberté d'exercice pour leur religion et les droits de citoyenneté. La création de lieux de culte protestants était autorisée (sans clocher ni entrée directe sur la rue), et les enfants des protestants eurent aux aussi le droit de faire des études à l'université. Toutefois, l'autorisation de se convertir restait limitée ; à partir de 1787, si quelqu'un voulait le faire, il devait avant de franchir le pas et quitter l'Église catholique se soumettre à un cours de religion pendant six semaines.
Le 2 novembre 1782, la tolérance s'étendit aux Juifs, particulièrement à ceux qui vivaient, en nombre considérable, dans les possessions orientales de la monarchie ; elle leur donnait ainsi de nouvelles possibilités de se développer et eut un grand retentissement dans la Haskala, courant qui à cette époque correspondait aux Lumières chez les Juifs.
Un décret impérial du 11 décembre 1785 soumettait les loges maçonniques à un contrôle d'État minutieux. Une Grande Loge impériale fut créée, beaucoup de loges dans le Saint-Empire, de Bruxelles à Vienne, durent fusionner ou se conformer à l'ordonnance maçonnique, le nombre de loges dans les terres de la Couronne fut limité à ce qui pouvait dépendre hiérarchiquement de la Grande Loge. Joseph II voyait dans les groupes qui s'écartaient de la maçonnerie officielle des rassemblements d'illuminés, conspirateurs en puissance et qui pouvaient mettre l'État en danger ; aussi les Rose-Croix, les Croix d'Or rosicruciens, les Frères d'Asie et le Cléricat (ou Klerikat) de Starck se virent-ils implicitement interdits. Si ce décret sur les francs-maçons, où la maçonnerie est plus ou moins décrite comme une fumisterie, déçut et consterna ceux qui avaient été au début partisans de l'empereur, il faut le comprendre dans un contexte où l'on voyait partout des conspirations après la découverte de l'ordre des Illuminés en Europe (1784).

## Conclusion
Le joséphisme a donc été une tentative radicale de rationalisation de la religion et une mise en pratique de toutes les idées richéristes, gallicanes ou fébroniennes qui traversaient les opinions cléricales et laïques au XVIIIe siècle. Si l'originalité du joséphisme est réelle, cela tient surtout au fait que les principes ont été mis en pratique. Mais beaucoup de souverains de l'époque partageaient plus ou moins ces idées, sans pour autant aller aussi loin. Pour mémoire, on peut rappeler l'hostilité de tous les souverains bourbonniens et alliés de l'époque à l'encontre des Jésuites, qui ont été expulsés de tous les royaumes dans les années 1760-1770, avant d'être interdits par le pape Clément XIV — mais contre sa volonté — en 1773.
Le joséphisme a trouvé une postérité dans l'organisation de l'Église constitutionnelle française, issue de la Constitution civile du clergé de 1791, qui en a repris la plupart des principes. C'est pourquoi l'acceptation de la plupart d'entre eux parut envisageable aux évêques de France, députés à la Constituante, qui, derrière l'archevêque d'Aix, Mgr de Boisgelin, influencèrent Louis XVI en ce sens, persuadés que le pape ne saurait être moins conciliant avec la France, « fille aînée de l'Église », qu'il ne l'avait été avec le Saint-Empire. La condamnation par Pie VI de la nouvelle organisation ecclésiastique française, après une année de réflexion minutieuse, fut que les Français durent choisir entre la citoyenneté et le schisme, entre la Foi et un Etat débordant sur le religieux.